# Fred Banana Combo
Fred Banana Combo war eine deutsche New-Wave- und Punk-Band aus den frühen 1980er-Jahren. Gegründet 1978 im Umfeld des Düsseldorfer Szenezentrums Ratinger Hof, machten sie sich mit einem eigenen Mix aus Pop-Coverversionen, englischen Texten sowie mit Bläsereinlagen angereichertem Wave einen Namen. Mitte der 1980er aufgelöst, gilt die Gruppe bis heute als einer der wichtigsten Exponenten des frühen Punk und Wave in Deutschland.

## Geschichte
Gegründet wurde die Band 1978 von Gottfried Tollmann (Gitarre, Gesang), dem Engländer Bill Brown (Bass) und der Sängerin und Schlagzeugerin Nicolle Meyer. Tollmann und Brown hatten schon zuvor in unterschiedlichen Formationen gespielt. Gottfried Tollmann (1950–2015), als Sohn von Günter Tollmann in Gelsenkirchen geboren und zudem als Kunsthändler tätig, startete seine ersten musikalischen Experimente als Mitglied der Klasse von Joseph Beuys an der Kunstakademie Düsseldorf. 1972 inszenierte er eine künstlerische Aktion mit dem Ziel, Eisblöcke durch das Spielen von Rock ’n’ Roll zum Schmelzen zu bringen. Ebenfalls zum Umfeld der Beuys-Klasse gehörte Tollmanns Bruder Christian, der in der Band Gesundes Volksempfinden sowie dem Musiktheater Die Salinos mitspielte. Bassist Bill Brown hatte zuvor bei der stark Freejazz-lastigen Kölner Krautrock-Formation Eiliff mitgewirkt. Die gebürtige Frankokanadierin Nicolle Meyer, musikalisch bis dato ein unbeschriebenes Blatt, hatte sich als Model sowie als Fotografin, unter anderem mit Porträts von Joseph Beuys, einen Namen gemacht. Viertes Bandmitglied während der ersten Promo-Tour war Uwe „Schruuv“ Fuchs, der zuvor bei der Zeltinger Band gespielt hatte.
Als erste Produktion erschien 1978 die Single No Destination Blues / Jerk Off All Nite Long – zunächst als Promo im Eigenvertrieb, dann im Vertrieb von Ariola. Zusammen mit den Tracks der zweiten Single, einer Wave-Version des Lennon/McCartney-Songs Yesterday sowie der Rückseite Radio, war No Destination Blues auch auf dem ersten regulären Studioalbum mit enthalten. Fred Banana Combo, 1980 produziert und ebenfalls von Ariola vertrieben, enthielt insgesamt fünf Coverstücke – darunter ein zweites McCartney/Lennon-Stück (She Loves You) sowie den Chuck-Berry-Klassiker Johnny B. Goode. Auffällig an der Produktion waren – neben den kurzen, in der Regel zwei bis drei Minuten langen Stücke – der stark an Rock’n’Roll sowie den Mersey Beat der frühen 1960er angelehnte Sound. Die Aufnahme erfolgte im Studio des bekannten Krautrock- und Avantgarde-Produzenten Conny Plank. Am Schlagzeug wechselten sich unterschiedliche Studiomusiker ab; für den Background-Gesang sorgte die Formation The Ordinaires.
Die zweite Platte, 1981 beim Hannoveraner Punklabel GeeBeeDee erschienen, brachte stilistisch deutliche Veränderungen. Die durchschnittliche Länge der Stücke lag mit vier bis fünf Minuten deutlich über denjenigen der Debüt-LP. Mit Ausnahme des Leonard-Cohen-Songs Bird on the Wire enthielt die Platte nur Eigenmaterial. Auffälligstes Element auf The Incredible Fred Banana Combo war die stringent durchgezogene Kombination aus treibendem Wave im Stil von The Cure und Siouxsie and the Banshees sowie Bläser-Einsätzen zur Steigerung der musikalischen Wirkung. Eine ähnliche Mischung brachte auch die dritte, ebenfalls von Conny Plank  produzierte LP der Gruppe – Fred Banana Combo Same aus dem Jahr 1983. Weitere Besonderheiten: Mit Soldaten des Grünen, einer fast zehnminütigen Klang-Textkollage über die Schrecken des Krieges, enthielt die dritte LP ein Stück ganz in Deutsch. Nowhere bei mir, ein Liebeslied von Nicolle Meyer, war bereits zuvor in einer separaten Version von Meyer erschienen und von Ariola als Single herausgebracht wurden. Eine Eigenproduktion war auch das Covermotiv der dritten LP: ein Ölgemälde von Gottfried Tollmanns Vater Günter Tollmann.
Im Verlauf ihrer aktiven Karriere absolvierte die Gruppe Konzerte und Touren in Deutschland und außerhalb. Im Rahmen des ARD-Rockmusikprogramms absolvierte sie am 2. Juli 1980 auch einen Auftritt beim Kölner Rockpalast. Nach der dritten Platte wurde es stiller um die Band. Eine kurzzeitige Reunion gab es 1988. Die vierte Platte, lapidar Fred Banana! betitelt und zustande gekommen mit Hilfe des im Neue-Deutsche-Welle-, Pop- und Avantgarde-Bereich tätigen Musikers Stefan Krachten, offerierte einen für die Band eher ungewöhnlichen Pop-Funk-Wave Stil. Im Nachhinein wird sie von vielen als FBC-untypisch gewertet beziehungsweise als erfolglos gebliebenen Versuch, die Band erneut ins Geschäft zu bringen.
Ab Mitte der 1990er gingen die drei Gründungsmitglieder unterschiedliche Wege. Nicolle Meyer und Gottfried Tollmann arbeiteten 1995 zusammen mit dem Musikproduzenten Helmut Zerlett an dem Musikprojekt Baked Beans. Tollmann zog Ende der 1990er nach Los Angeles, veröffentlichte mehrere Produktionen mit dem Musiker Ralf Hildenbeutel und lebte dann in Los Angeles und Paris. Nicolle Meyer arbeitete später mit dem Ex-Can-Sänger Damo Suzuki und seiner Formation Network zusammen und begleitete diese unter anderem auf ihrer Japan-Tour 1999. Später arbeitete sie über Jahre mit dem Musikproduzenten und Ambient/Trance-Musiker Stefan Krachten zusammen. Veröffentlichung 2008 bei peacelounge: die Single Sunny Day. Tollmann und Meyer, seit 1980 miteinander liiert, trennten sich 1990. Nicolle Meyer wohnt in New York und Mexiko und arbeitet als Buchautorin und Designerin.
2015 sollte eine Comeback-Tournee stattfinden. Aufnahmen für ein neues Album fanden statt. Doch als das die Doppel-CD der Fred Banana Combo, dem eine Kompilation alter Titel beigepackt wurde, gerade fertig war, erkrankte Tollmann tödlich an Krebs.

## Rezeption
Ebenso wie Hans-A-Plast, Male, Rotzkotz, 39 Clocks und andere Bands, die ebenfalls nur wenige Jahre bestanden, werden FBC zu den Wegbereitern des Deutschpunks gezählt. Der Autor Thomas Pohle charakterisierte den Einfluss der Band wie folgt: „1983 war die Zeit, in der Punk kein Thema mehr war, die Neue Deutsche Welle in ihrer kommerziellen Variante bereits wieder abebbte und New Wave irgendwie als schwammiger Begriff erschien. Auf der anderen Seite gab es den Pop-‚Summer of Love‘ mit weichgespülten, aber schönen Popperbands wie Spandau Ballet, ABC und wie sie alle hießen. Und dann gab es da immer noch die Fred Banana Combo, die bereits seit Ende der 70er Jahre bestand und in ihrer eigenen kleinen Welt Platten veröffentlichte, live spielte und immer kurz vor dem großen Durchbruch stand, ohne diesen jemals zu packen.“
Ein Mitglied der Berliner Band Fast Clean Cheap, die 1980 als Vorgruppe bei einigen Fred-Banana-Combo-Konzerten mit auftraten, berichtete in einem Blog-Beitrag von der angenehmen Atmosphäre, die die Gruppe seinerzeit verbreitete: „Irgendwo im Netz habe ich über sie gelesen, ‚sie machten Platten in ihrer eigenen kleinen Welt‘, das trifft es wohl. Der große kommerzielle Erfolg ist ihnen verwehrt (oder vielleicht besser erspart) geblieben, aber who cares? Sie haben ein paar gute Platten produziert und einer Menge Leute viel Freude bereitet, die Konzerte von ihnen waren ‚typische gute Laune-Abende‘, sie konnten hervorragend spielen, die Musik war tanzbar und die Songs gut arrangiert. Persönlich habe ich die Bandmitglieder als nette, gutgelaunte und humorvolle Menschen kennengelernt, Ausnahmeerscheinungen in der deutschen Musikszene der 80er.“

## Diskografie

### Alben
- 1980: Fred Banana Combo (Ariola)
- 1981: The Incredible Fred Banana Combo (Geebeedee)
- 1983: Fred Banana Combo Same (Virgin)
- 1988: Fred Banana! (Polydor)
- 2015: The Best of the Old Shit and the New Shit (MIG) Box-set mit 2 CDs + 1 DVD

### Singles
- 1978: No Destination Blues / Jerk Off All Nite Long (Warner / Plastic Fantastic Records)
- 1980: Yesterday / Radio (Ariola)
- 1982: The Heartbeat and the Train / The Captain (GeeBeeDee)
- 1983: Soldaten des Grünen (Virgin)
- 1983: Nowhere bei mir (Nicolle Meyer; Originalversion; Ariola)[12]
- 1988: Stars from Above (Polydor)

### Coverversionen
- 2001: Blumfeld: Nowhere bei mir (Eastwest)
- 2007: Festland: Nowhere bei mir (ZickZack Records)